# Indian Sunset
Indian Sunset è un brano composto ed interpretato da Elton John; il testo è di Bernie Taupin. Proviene dall'album del 1971 Madman Across the Water.

## Il testo e la melodia
Indian Sunset è la traccia più impegnativa e di maggior spicco del disco, qualitativamente parlando. È unanimemente considerata un capolavoro insieme all'album di provenienza, gli arrangiamenti e l'abilità di composizione e di esecuzione hanno da sempre colpito larga parte della critica; i sontuosi arrangiamenti orchestrali di Paul Buckmaster inoltre completano una melodia che mette in evidenza il pianoforte di Elton, preminente e fondamentale per tutta la durata del brano. Il testo di Taupin affronta il tema della lunga lotta tra gli Indiani d'America e gli statunitensi; in particolare, parla della completa distruzione degli Iroquois. Cane Giallo, membro di una delle loro tribù, tenta di ribellarsi alla cavalleria americana addentrandosi nell'entroterra e cercando rinforzi. Quando riceve la notizia della morte di Geronimo, ucciso dagli statunitensi (in realtà il capo indiano morì ottantenne di polmonite), perde ogni speranza e arriva a sperare che una pallottola gli dia finalmente pace. 
Il brano si può suddividere in quattro parti: nella prima, il testo introduce al mondo indiano; Elton canta a cappella. Durante la seconda parte, Cane Giallo si lascia andare a diverse considerazioni sul suo passato e sulla sua posizione. Si fanno ben sentire il pianoforte, la batteria di Terry Cox e il basso di Herbie Flowers, che si confondono man mano in una sorta di epopea orchestrata. Si arriva alla terza parte: Cane Giallo si dirige nell'entroterra per cercare rinforzi; la melodia mette in evidenza esclusivamente il pianoforte di Elton. Quando il testo menziona la morte di Geronimo, questo strumento si confonde di nuovo con il basso, la batteria e l'orchestra, il tutto arrangiato da Buckmaster. La quarta parte è similmente strutturata: il pianoforte di Elton apre da solo la narrazione. Quando il testo, menzionante lo sconforto di Cane Giallo e il suo desiderio di porre finalmente fine alla vita andando contro la cavalleria americana, volge al termine, ancora una volta gli strumenti musicali si confondono tra loro, formando un miscuglio omogeneo e orchestrato, per poi tacere improvvisamente. Nel brano viene messo in evidenza anche il coro Cantores in Ecclesia, diretto da Robert Kirby.
Uno spezzone di Indian Sunset è stato campionato da Eminem, nel 2004, in una canzone di Tupac Shakur, intitolata Ghetto Gospel.